# David Poile
Temple de la renommée : 2024
Temple de la renommée américain : 2018
David Poile, né le 14 février 1950 à Toronto, dans la province de l'Ontario au Canada), est un joueur professionnel retraité ainsi qu'un ancien dirigeant de hockey sur glace. Il est admis en 2018 au américain et en 2024 au Temple de la renommée du hockey en tant que Bâtisseur.

## Biographie

### Carrière de Joueur
Poile apprend à jouer au hockey dans les ligues mineur de la région de Toronto. il rejoint l'Université du Nord-Est dans le Massachusetts et dispute trois saisons pour les Huskies. En 1967-1968, la Hockey Writers Association reconnait ses capacités, le désignant pour le prix Paul Hines, récompensant le joueur s'étant le plus amélioré en Nouvelle-Angleterre. La saison suivante, il est désigné comme étant le joueur le plus utile à son équipe. À sa troisième et dernière année, il est nommé capitaine et est à nouveau désigné comme étant le joueur le plus utile à son équipe. Durant sa carrière universitaire, il est sélectionné plusieurs fois dans les équipes étoile de la Nouvelle-Angleterre, ainsi que sur l'équipe étoile de la Conférence Est, il est le deuxième meilleur buteur de l'histoire des Huskies, comptabilisant huitante-deux buts et détient le reccord du plus grans nombre de tours du chapeau avec onze.
En 1970, il prend part au camp d'entrainement des Canucks de Vancouver, dont son père, Bud Poile, en est le directeur général. Ce dernier le retranche en LAH avec les Americans de Rochester. Il dispute trois matchs avec eux avant d'être rétrogradé dans la Ligue de hockey de la Nouvelle-Angleterre avec les Hawks de Braintree. il inscrit quarante-quatre buts durant cette saison, mais décide de mettre fin à sa carrière de joueur.

### Carrière de Dirigeant

#### Flames d'Atlanta / Flames de Calgary
En 1972, Clifford Fletcher l'embauche à titre d'adjoint administratif pour une nouvelle franchise de la LNH qui est basée à Atlanta. So bureau est une caravane située sur un parking du centre-ville. Son premier travail consiste à organiser un concours pour nommer l'équipe. Le nom sélectionné est les Flames. Ensuite, il s'occupe des négociations de contrats et gère les Oilers de Tulsa, le club école évoluant dans la LCH. Au cours de la saison 1976-1977, il devient même entraineur par intérim des Oilers. L'année suivante , il est nommé directeur général adjoint et en 1980, il suit le déménagement de la franchise à Calgary.

#### Capitals de Washington
Le 30 août 1982, il est nommé directeur général des Capitals de Washington. Cette équipe à intégrer la LNH huit ans auparavant, n'ayant jamais réussi à se qualifier pour les séries éliminatoires et l'engouement du public lors des matchs à domicile est faible (moins de douze mille spectateurs par rencontre). La franchise a même réfléchis à déménager. Deux semaines après son entrée en fonction, lors de la réunion du Conseil des gouverneurs, il conclut son premier échange avec le directeur général des Canadiens de Montréal, Irving Grundman. En retour de Ryan Walter et Rick Green, les Capitals acquièrent Doug Jarvis, Craig Laughlin, Brian Engblom et Rod Langway, ce dernier étant nommé capitaine. Cet échange va tout changer pour cette concession, lui permettant d'atteindre les séries éliminatoires lors des quatorzes saisons suivantes. Langway remporta également deux fois de suite le Trophée James-Norris en 1982-1983 et 1983-1984 et le public se mit à soutenir l'équipe, établissant une moyenne de dix-sept mille deux cent cinquante et un spectateurs lors de la saison 1989-1990. Poile est nommé par The Sporting News comme Exécutif de l’année en 1983 et 1984. Voulant moderniser le hockey, il milite pour l'introduction de la révision à la caméra pour les arbitres. Cette nouvelle règle est introduite en 1991. Au terme de la saison 1996-1997, où les Capitals manque les séries pour la première avec Poile, le propriétaire, Abe Pollin, et le président Dick Patrick décident de ne pas renouveler le contrat de leur directeur général.
En quinze saisons au sein de cette organisation, Poile affiche un bilan de cinq cent nonante-quatre victoires en mille cent huitante rencontres de saison régulière, un titre de champion de division en 1988-1989, quatorze paticipations aux séries éliminatoires, dont une finale de conférence perdue face aux Bruins de Boston en 1989-1990. Durant cette période, trois entraîneur travaillent pour lui : Bryan Murray de 1982 à 1990, son frère, Terry Murray, de 1990 à 1994 et James Schoenfeld de 1994 à 1997. Il conclut cent six échanges, dont douze avec les Whalers de Hartford et repêche un total de cent soixante joueurs en quatorze Repêchage d'entrée,.

#### Predators de Nashville
Poile s'engage le 9 juillet 1997 avec la nouvelle franchise des Predators de Nashville. Son père, Bud, ne comprend pas son choix, lui conseillant d'accepter plutôt l'offre des Maple Leafs de Toronto, que de se tourner vers un marché du hockey non traditionnel. Il construit tranquillement le club, il faut attendre la saison 2003-2004 pour voir les Predators en séries éliminatoires. En 2001, il reçoit le Trophée Lester-Patrick et a rejoint son père, Bud, vainqueur en 1989, comme l'un des six duos père-fils à recevoir ce trophée. les autres sont : Charles Adams et Weston Adams; Gordon Howe et Mark Howe; Bob Johnson et Mark Johnson; James Norris et Bruce Norris; Lynn Patrick et Craig Patrick. En 2005, il fait partie des quatre directeurs généraux sélectionné dans le comité de compétition de la LNH. Il profite de ce rôle pour instaurer de nouvelles règles tels que les tirs de barrages en saisons et l'élimination de la ligne rouge.
En 2006-2007, The Sporting News le désigne comme Exécutif de l’année pour la troisième fois. En 2011 et en 2012, il est nommé pour le Trophée Jim-Gregory. À partir de la saison 2012-2013, il s'engage à faire un don pour chaque victoire des Predators à Operation Homefront (qui fournit une aide d'urgence et des programmes de moral aux troupes américaines), à USA Hockey et à la Fondation Peterson pour la maladie de Parkinson. Il remporte le Trophée Jim-Gregoryen 2017, son équipe ayant disput a finale d la Coupe Stanley. L'année suivante, les Predators remportent le Trophée des présidents en terminant premier de la saison régulière. Le 1er mars 2018, lors d'une victoire quatre à deux face aux Oilers d'Edmonton, il surpasse le record de victoires pour un directeur général de Glen Sather, portant la marque à mille trois cent vingt. Le 22 octobre 2022, lors d'une visites des Flyers de Philadelphie à Nashville, il est le premier directeur général de l'histoire à atteindre le plateau des trois mille matchs en carrière. Le 30 juin 2023, la journée du repêchage d'entrée, est son dernier jour en tant que Directeur général, Il cède sa place à Barry Trotz, qui a été le premier entraineur des Predators. Ce dernier organise un échange pour un choix de septième ronde avec Tom Fitzgerald, l'ancien premier capitaine des Predators et actuel gérant des Devils du New Jersey. Il demande à Poile de se rendre au pupitre pour annoncer ce choix et ce dernier reçoit une ovation pour l'ensemble de sa carrière. Bien qu'ayant quitter son poste de gérant, Poile reste encore dans l'entourage de l'équipe en tant que conseiller Senior.
En vingt-quatre saisons à la tête des Predators, Poile affiche un bilan de neuf cent trente neuf victoires pour mille huit cent nonante cinq matchs disputés en saison régulière et de cinquante quatre victoires en cent vingt cinq match de séries éliminatoires en quinze participations à ces dernières. Le club a remporté deux fois le titre de champion de la division centrale, une fois le titre de champion de la conférence Ouest, un trophée des présidents (vainqueur de la saison régulière), un Trophée Clarence-S.-Campbell et une participation à la finale de la Coupe Stanley. En vingt quatre saisons à la tête des Predators, il a travaillé avec trois entraîneurs : Barry Trotz de 1997 à 2014, Peter Laviolette de 2014 à 2020 et John Hynes de 2020 à 2023.
Il est intronisé au Temple de la renommée du hockey lors de la promotion 2024 dans la catégorie bâtisseur avec Colin Campbell, Natalie Darwitz, Pavel Datsiouk, Jeremy Roenick, Shea Weber et Krissy Wendell-Pohl.

#### Équipe Nationale Américaine
Poile est le directeur général de l'Équipe nationale masculine des États-Unis lors des Championnats du monde de 1998 et de 1999. À partir de 2007, il fait partie du groupe consultatif qui sélectionne les joueurs et le personnel des différentes sélections nationales américaines. En 2009 et en 2010, il est le directeur général adjoint de l'équipe masculine qui prend part aux championnats du monde et aux Jeux olympiques. Il est médaillé d'Argent lors de ces Jeux. En 2013, il est à nouveau directeur général adjoint de la sélection qui remporte la médaille de Bronze au Championnat du monde. Le 9 août 2018, il est intronisé au Temple de la renommée du hockey américain.

### Vie privée
Il est le fils de Bud, membre du Temple de la renommée du hockey. Son oncle, Don Poile, est également un joueur de hockey sur glace. Il épouse Elizabeth le 4 juillet 1971. Le 6 février 2014, lors d'un entrainement matinal de son équipe auquel il assiste depuis le banc, il reçoit une rondelle au visage. malgré trois opérations chirurgicale, il perd l'usage de son œil droit. En juillet 2019, il engage son fils, Brian Poile, en tant que directeur des opérations hockey pour les Predators.

## Statistique

### Joueur
| Saison    | Équipe                  | Ligue |    | Saison régulière | Saison régulière | Saison régulière | Saison régulière | Saison régulière |   | Séries éliminatoires | Séries éliminatoires | Séries éliminatoires | Séries éliminatoires | Séries éliminatoires |
| Saison    | Équipe                  | Ligue | PJ | B                | A                | Pts              | Pun              | PJ               | B | A                    | Pts                  | Pun                  |                      |                      |
| 1967-1968 | Huskies de Northeastern | NCAA  | 18 | 14               | 13               | 27               | -                | -                | - | -                    | -                    | -                    |                      |                      |
| 1968-1969 | Huskies de Northeastern | NCAA  | 23 | 31               | 15               | 46               | -                | -                | - | -                    | -                    | -                    |                      |                      |
| 1969-1970 | Huskies de Northeastern | NCAA  | 23 | 37               | 8                | 45               | -                | -                | - | -                    | -                    | -                    |                      |                      |
| 1970-1971 | Americans de Rochester  | LAH   | 3  | 0                | 0                | 0                | 2                | -                | - | -                    | -                    | -                    |                      |                      |
| 1970-1971 | Hawks de Braintree      | LHNA  | -  | 44               | 40               | 84               | -                | -                | - | -                    | -                    | -                    |                      |                      |

### Dirigeant

#### En club
| Saison      | Équipe                 | Ligue | Fonction                                                  | Classement en Saison régulière                                                 | Série éliminatoire             |
| ----------- | ---------------------- | ----- | --------------------------------------------------------- | ------------------------------------------------------------------------------ | ------------------------------ |
| 1977-1978   | Flames d'Atlanta       | LNH   | adjoint administratif                                     | 3e de la division Patrick 3e de l'Association Clarence Campbell 7e de la ligue | Barrages                       |
| 1978-1979   | Flames d'Atlanta       | LNH   | Ajoint administratif                                      | 4e de la division Patrick 4e de l'Association Clarence Campbell 6e de la ligue | Tour préliminaire              |
| 1979-1980   | Flames d'Atlanta       | LNH   | Adjoint administratif                                     | 4e de la division Patrick 5e de l'Association Clarence Campbell 9e de la ligue | Premier tour                   |
| 1980-1981   | Flames de Calgary      | LNH   | Directeur général adjoint                                 | 3e de la division Patrick 4e de l'Association Clarence Campbell 7e de la ligue | Demi-finales                   |
| 1981-1982   | Flames de Calgary      | LNH   | Directeur général adjoint                                 | 3e de la division Smythe 5e de l'Association Clarence Campbell 13e de la ligue | Demi-finales de divisions      |
| 1982-1983   | Capitals de Washington | LNH   | Directeur général et Vice-président des opérations hockey | 3e de la division Patrick 5e de l'Association Prince de Galles 8e de la ligue  | Quarts de finale d'association |
| 1983-1984   | Capitals de Washington | LNH   | Directeur général et Vice-président des opérations hockey | 2e de la division Patrick 4e de l'Association Prince de Galles 5e de la ligue  | Finales de division            |
| 1984-1985   | Capitals de Washington | LNH   | Directeur général et Vice-président des opérations hockey | 2e de la division Patrick 2e de l'Association Prince de Galles 3e de la ligue  | Demi-finales de division       |
| 1985-1986   | Capitals de Washington | LNH   | Directeur général et Vice-président des opérations hockey | 2e de la division Patrick 2e de l'Association Prince de Galles 3e de la ligue  | Finales de division            |
| 1986-1987   | Capitals de Washington | LNH   | Directeur général et Vice-président des opérations hockey | 2e de la division Patrick 4e de l'Association Prince de Galles 7e de la ligue  | Demi-finales de division       |
| 1987-1988   | Capitals de Washington | LNH   | Directeur général et Vice-président des opérations hockey | 3e de la division Patrick 6e de l'Association Prince de Galles 7e de la ligue  | Finales de Division            |
| 1988-1989   | Capitals de Washington | LNH   | Directeur général et Vice-président des opérations hockey | 1re de la division Patrick 2e de l'Association Prince de Galles 3e de la ligue | Demi-finales de Division       |
| 1989-1990   | Capitals de Washington | LNH   | Directeur général et Vice-président des opérations hockey | 3e de la division Patrick 7e de l'Association Prince de Galles 13e de la ligue | Finales d'association          |
| 1990-1991   | Capitals de Washington | LNH   | Directeur général et Vice-président des opérations hockey | 3e de la division Patrick 6e de l'Association Prince de Galles 9e de la ligue  | Demi-finales d'association     |
| 1991-1992   | Capitals de Washington | LNH   | Directeur général et Vice-président des opérations hockey | 2e de la division Patrick 2e de l'Association Prince de Galles 2e de la ligue  | Quarts de finale d'association |
| 1992-1993   | Capitals de Washington | LNH   | Directeur général et Vice-président des opérations hockey | 2e de la division Patrick 5e de l'Association Prince de Galles 10e de la ligue | Quarts de finale d'association |
| 1993-1994   | Capitals de Washington | LNH   | Directeur général et Vice-président des opérations hockey | 3e de la division Atlantique 7e de l'Association de l'Est 12e de la ligue      | Demi-finales d'association     |
| 1994-1995   | Capitals de Washington | LNH   | Directeur général et Vice-président des opérations hockey | 3e de la division Atlantique 6e de l'Association de l'Est 10e de la ligue      | Quarts de finale d'association |
| 1995-1996   | Capitals de Washington | LNH   | Directeur général et Vice-président des opérations hockey | 4e de la division Atlantique 7e de l'Association de l'Est 10e de la ligue      | Quarts de finale d'association |
| 1996-1997   | Capitals de Washington | LNH   | Directeur général et Vice-président des opérations hockey | 5e de la division Atlantique 9e de l'Association de l'Est 18e de la ligue      | Non qualifiés                  |
| 1997-1998   | Predators de Nashville | LNH   | Directeur général et Vice-président des opérations hockey | -                                                                              | -                              |
| 1998-1999   | Predators de Nashville | LNH   | Directeur général et Vice-président des opérations hockey | 4e de la division Centrale 12e de l'Association Ouest 24e de la ligue          | Non qualifiés                  |
| 1999-2000   | Predators de Nashville | LNH   | Directeur général et Vice-président des opérations hockey | 4e de la division Centrale 13e de l'Association Ouest 25e de la ligue          | Non qualifiés                  |
| 2000-2001   | Predators de Nashville | LNH   | Directeur général et Vice-président des opérations hockey | 3e de la division Centrale 10e de l'Association Ouest 19e de la ligue          | Non qualifiés                  |
| 2001-2002   | Predators de Nashville | LNH   | Directeur général et Vice-président des opérations hockey | 4e de la division Centrale 14e de l'Association Ouest 25e de la ligue          | Non qualifiés                  |
| 2002-2003   | Predators de Nashville | LNH   | Directeur général et Vice-président des opérations hockey | 4e de la division Centrale 13e de l'Association Ouest 24e de la ligue          | Non qualifiés                  |
| 2003-2004   | Predators de Nashville | LNH   | Directeur général et Vice-président des opérations hockey | 3e de la division Centrale 8e de l'Association Ouest 16e de la ligue           | Quarts de finale d'association |
| 2004-2005   | Predators de Nashville | LNH   | Directeur général et Vice-président des opérations hockey | Saison annulée (lock-out)                                                      | -                              |
| 2005-2006   | Predators de Nashville | LNH   | Directeur général et Vice-président des opérations hockey | 2e de la division Centrale 4e de l'Association Ouest 6e de la ligue            | Quarts de finale d'association |
| 2006-2007   | Predators de Nashville | LNH   | Directeur général et Vice-président des opérations hockey | 2e de la division Centrale 4e de l'Association Ouest 3e de la ligue            | Quarts de finale d'association |
| 2007-2008   | Predators de Nashville | LNH   | Directeur général et Président des opérations hockey      | 2e de la division Centrale 8e de l'Association Ouest 17e de la ligue           | Quarts de finale d'association |
| 2008-2009   | Predators de Nashville | LNH   | Directeur général et Président des opérations hockey      | 5e de la division Centrale 10e de l'Association Ouest 20e de la ligue          | Non qualifiés                  |
| 2009-2010   | Predators de Nashville | LNH   | Directeur général et Président des opérations hockey      | 3e de la division Centrale 7e de l'Association Ouest 10e de la ligue           | Quarts de finale d'association |
| 2010-2011   | Predators de Nashville | LNH   | Directeur général et Président des opérations hockey      | 2e de la division Centrale 5e de l'Association Ouest 10e de la ligue           | Demi-finales d'association     |
| 2011-2012   | Predators de Nashville | LNH   | Directeur général et Président des opérations hockey      | 2e de la division Centrale 4e de l'Association Ouest 5e de la ligue            | Demi-finales d'association     |
| 2012-2013   | Predators de Nashville | LNH   | Directeur général et Président des opérations hockey      | 5e de la division Centrale 14e de l'Association Ouest 27e de la ligue          | Non qualifiés                  |
| 2013-2014\| | Predators de Nashville | LNH   | Directeur général et Président des opérations hockey      | 6e de la division Centrale 10e de l'Association Ouest 19e de la ligue          | Non qualifiés                  |
| 2014-2015   | Predators de Nashville | LNH   | Directeur général et Président des opérations hockey      | 2e de la division Centrale 3e de l'Association Ouest 6e de la ligue            | Quarts de finale d'association |
| 2015-2016   | Predators de Nashville | LNH   | Directeur général et Président des opérations hockey      | 4e de la division Centrale 7e de l'Association Ouest 14e de la ligue           | Demi-finales d'association     |
| 2016-2017   | Predators de Nashville | LNH   | Directeur général et Président des opérations hockey      | 4e de la division Centrale 8e de l'Association Ouest 16e de la ligue           | Finale de la Coupe Stanley     |
| 2017-2018   | Predators de Nashville | LNH   | Directeur général et Président des opérations hockey      | 1re de la division Centrale 1re de l'Association Ouest 1re de la ligue         | Demi-finales d'association     |
| 2018-2019   | Predators de Nashville | LNH   | Directeur général et Président des opérations hockey      | 1re de la division Centrale 3e de l'Association Ouest 8e de la ligue           | Quarts de finale d'association |
| 2019-2020   | Predators de Nashville | LNH   | Directeur général et Président des opérations hockey      | 4e de la division Centrale 6e de l'Association Ouest 16e de la ligue           | Tour de Qualification          |
| 2020-2021   | Predators de Nashville | LNH   | Directeur général et Président des opérations hockey      | 4e de la division Centrale 13e de la ligue                                     | 1er tour                       |
| 2021-2022   | Predators de Nashville | LNH   | Directeur général et Président des opérations hockey      | 5e de la division Centrale 8e de l'Association Ouest 16e de la ligue           | Quarts de finale d'association |
| 2022-2023   | Predators de Nashville | LNH   | Directeur général et Président des opérations hockey      | 5e de la division Centrale 10e de l'Association Ouest 18e de la ligue          | Non qualifiés                  |

#### En équipe nationale
| Année | Équipe     | Compétition          | Fonction                  | Classement                         |
| ----- | ---------- | -------------------- | ------------------------- | ---------------------------------- |
| 1998  | États-Unis | Championnat du monde | Directeur général         | 12e Place                          |
| 1999  | États-Unis | Championnat du monde | Directeur général         | 6e Place                           |
| 2009  | États-Unis | Championnat du monde | Directeur général adjoint | 4e Place                           |
| 2010  | États-Unis | Jeux olympiques      | Directeur général adjoint | Médaille d'argent, Jeux olympiques |
| 2010  | États-Unis | Championnat du monde | Directeur général adjoint | 13e Place                          |
| 2013  | États-Unis | Championnat du monde | Directeur général adjoint | Médaille de bronze, monde          |
| 2014  | États-Unis | Jeux olympiques      | Directeur général         | 4e Place                           |

## Trophées et honneurs personnels

### NCAA
- prix Paul Hines désignant le joueur le plus amélioré de la Nouvelle-Angleterre en 1967-1968[2].
- Nommé sur la seconde équipe d'étoile de la conférence Est en 1969-1970[22].

### LNH
- Champion de la Division Patrick en 1988-1989 avec Les Capitals de Washington.
- Trophée Lester-Patrick, remis pour service rendu au hockey sur glace aux États-Unis, en 2001[13].
- Trophée Clarence-S.-Campbell, Remis au champion de la conférence Ouest, en 2016-2017 avec les Predators de Nashville.
- Trophée Jim-Gregory, remis au meilleur directeur général, en 2016-2017[23].
- Champion de la Division Centrale en 2017-2018 et 2018-2019 avec les Predators.
- Trophée des présidents, désignant le vainqueur de la saison régulière, en 2017-2018 avec les Predators.
- Intronisé au Temple de la renommée du hockey en 2024[16].

### Équipe nationale
- Médaille d'Argent avec l'équipe nationale des États-Unis, lors des Jeux olympiques de 2010, en tant que directeur général adjoint[16].
- Médaille de Bronze avec l'équipe nationale des États-Unis, lors des Championnats du monde de 2013, en tant que directeur général adjoint[16].
- Intronisé au Temple de la renommée du hockey américain en 2018[16].

### Autres
- Intronisé au temple de la renommée de l'Université du Nord-Est, le Varsity Club Hall of Fame, en 1987[2].
- Doctorat à l'American Sentinel University en 2014[14].
- Intronisé au temple de la renommée des Sports du Tennessee en 2021[14].